# Ліберті (округ Аллегені, Пенсільванія)
Ліберті (англ. Liberty) — місто (англ. borough) в США, в окрузі Аллегені штату Пенсільванія. Населення — 2355 осіб (2020).

## Географія
Ліберті розташоване за координатами 40°19′18″ пн. ш. 79°51′47″ зх. д. / 40.32167° пн. ш. 79.86306° зх. д. (40.321706, -79.863151).  За даними Бюро перепису населення США в 2010 році місто мало площу 3,85 км², з яких 3,70 км² — суходіл та 0,15 км² — водойми.

## Демографія
Згідно з переписом 2010 року, у селищі мешкала 2551 особа в 1094 домогосподарствах у складі 716 родин. Густота населення становила 662 особи/км².  Було 1151 помешкання (299/км²).
Расовий склад населення:
| - 97,5 % — білих - 1,4 % — чорних або афроамериканців - 0,2 % — азіатів - 0,1 % — корінних американців |

До двох чи більше рас належало 0,7 %. Частка іспаномовних становила 0,4 % від усіх жителів.
За віковим діапазоном населення розподілялося таким чином: 18,8 % — особи молодші 18 років, 62,7 % — особи у віці 18—64 років, 18,5 % — особи у віці 65 років та старші. Медіана віку мешканця становила 45,3 року. На 100 осіб жіночої статі у селищі припадало 93,0 чоловіків;  на 100 жінок у віці від 18 років та старших — 89,4 чоловіків також старших 18 років.
Середній дохід на одне домашнє господарство  становив 58 451 долар США (медіана — 51 607), а середній дохід на одну сім'ю — 67 143 долари (медіана — 61 932). Медіана доходів становила 51 098 доларів для чоловіків та 40 677 доларів для жінок. За межею бідності перебувало 9,1 % осіб, у тому числі 8,6 % дітей у віці до 18 років та 7,6 % осіб у віці 65 років та старших.
Цивільне працевлаштоване населення становило 1243 особи. Основні галузі зайнятості: освіта, охорона здоров'я та соціальна допомога — 26,9 %, виробництво — 14,4 %, роздрібна торгівля — 13,3 %.